# 피네우스

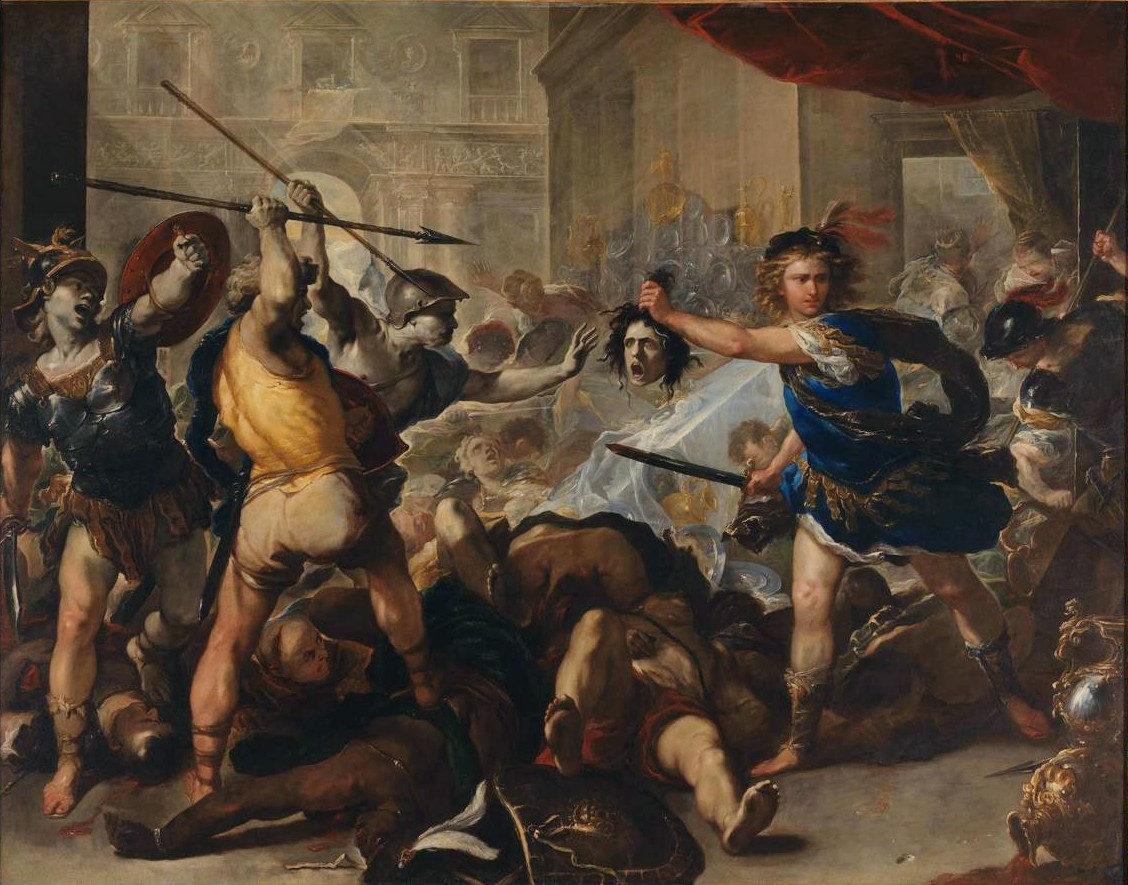
페르세우스가 피네우스와 추종자들을 돌로 바꿔버렸다 (루카 조르다노, 17세기)

피네우스(Phineus, /ˈfɪniəs, ˈfɪn.juːs/ ; 고대 그리스어 : Φινεύς, 고대: [phiːněws])는 그리스 신화에서 안키노에의 벨루스의 아들이었고, 따라서 에집투스, 다나우스 및 케페우스의 형제였다.

## 신화
피네우스는 케페우스와 결혼하기 전에 케페우스의 딸 안드로메다와 약혼했고, 피네우스는 그를 반대하는 음모를 꾸몄다. 페르세우스는 메두사의 머리를 보여줌으로써, 그와 그의 공모자들을 돌로 만들었다. 이 사건은 에우리피데스의 잃어버린 안드로메다의 일부를 형성한 것으로 보이지만, 유일한 광범위한 고대 치료법은 오비디우스의 변신 이야기에서 발견된다.
오비디우스의 설명에서 페르세우스는 그녀가 네레이데스보다 더 아름답다는 그녀의 어머니 카시오페이아의 자랑에 대한 처벌로 안드로메다가 희생되도록 신탁된 바다괴물 세투스로부터 소녀를 구하는 대가로 안드로메다의 도움을 요청했다. 페르세우스는 성공했지만, 케페우스의 궁정에서 자신의 행위를 이야기할 때 창을 휘두르는 피네우스가 그를 공격했다.

보라, 나는 내 신부를 유인한 것에 대한 복수로 여기에 왔다.
당신의 날개는 당신이 나를 피하는 데 도움이 되지 않으며,
주피터조차도 바보의 황금 소나기로 바뀌지 않을 것이다!

피네우스가 안드로메다와 결혼한 추정 동기는 소녀 자신에 대한 관심보다는 왕좌에 대한 자신의 주장을 강화하는 것이었다. 케페우스는 위기에 처한 안드로메다를 돕기 위해 아무 일도 하지 않았다고 분노하며 동생을 꾸짖었다. 피네우스는 여전히 페르세우스에게 창을 던졌다. 비록 그가 놓쳤지만, 치열한 전투가 계속되어 많은 전사들에게 둘러싸인 페르세우스가 고르곤의 머리를 들고 피네우스를 제외하고는 적들을 돌로 만들었다. 이에 놀란 피네우스는 시선을 피하면서 살려달라고 애원했지만, 페르세우스는 그에게 다가가 그의 눈앞에 머리를 대고 피네우스를 돌로 만들었다.